# 2024 BX1
2024 BX1 または Sar2736 は、2024年に発見された地球近傍小惑星 (NEO) に属する小惑星である。発見直後に地球へ火球として落下し、地球への落下前に発見された小惑星としては、観測史上8例目となった。隕石としても回収されている。

## 特徴
2023年9月13日を元期とした軌道要素に基づくと、地球へ落下する前の2024 BX1 は、太陽からの軌道長半径が約 1.334 au（約1億9960万 km）であり、近日点では約 0.835 au（約1億2491万 km）まで太陽に近づき、遠日点では約 1.833 au（約2億7421万 km）まで遠ざかる軌道離心率が約 0.374 のやや偏心した楕円軌道を約1.54年の公転周期で公転していたとみられる。黄道面からの軌道傾斜角は約7.3度となっている。軌道要素に基づくと、2024 BX1は地球近傍小惑星の中でもアポロ群と呼ばれる分類に属する。

## 発見と地球への落下
1月20日21時48分 (UTC) 頃にハンガリーにあるピスケーシュテテー観測所での観測で初めて発見され、暫定的に Sar 2736 と命名された。後に小惑星センター (MPC) はこの天体に仮符号として 2024 BX1  という名称を与えた。
最初の観測から約2時間後、欧州宇宙機関 (ESA) が運用している小惑星監視システムである「Meerkat」により、2024 BX1 が地球へ落下するという情報が関係者に送信された。また、ジェット推進研究所 (JPL) が運用している小惑星監視システム「Scout」や小惑星センターの警報システムでも地球へ落下する結果が示されたことから、翌1月21日0時8分 (UTC) には、アメリカ航空宇宙局 (NASA) も小惑星監視関連の公式X（旧Twitter）アカウントにて、24分後の0時32分 (UTC) に 2024 BX1 がドイツのベルリン西部にあるブランデンブルク州の Nennhausen 周辺に落下するとみられると投稿した。そしてその予報とほぼ同時刻である0時33分 (UTC) に、ドイツ西部を中心に 2024 BX1 の落下による火球が目撃され、ソーシャルメディア上にその様子を捉えた映像が投稿されている。国際流星機構 (IMO) の報告ページでは、ドイツの他にもフランスやチェコからの火球の目撃も報告されている。欧州宇宙機関の物理学者はドイツの週刊誌であるデア・シュピーゲルの取材において、火球の破片が隕石として落下した可能性があり、近くその捜索を行う予定であると述べていた。
そして1月25日、ブランデンブルク州ハーフェルラント郡ナウエンのリブベックで隕石が発見され、リブベック隕石（Ribbeck meteorites）と呼ばれるようになった。約200個の破片が回収され、総重量は約1.8㎏となった。